# Строчная развёртка
Строчная развёртка — горизонтальная составляющая телевизионной развёртки, применяющейся для разложения изображения на элементы или воспроизведения на экране отображающего устройства. Строчная развёртка может быть механической или электронной. В более узком смысле — часть электронного устройства передающей камеры или телевизионного приёмника, использующего электронно-лучевую трубку. Однако понятие строчной развёртки применимо и к устройствам с полупроводниковыми матрицами или экранами.

## Назначение
Строчная развёртка в сочетании с кадровой в передающей камере служит для преобразования плоского двумерного изображения в одномерную последовательность, то есть, видеосигнал, а в телевизоре или мониторе компьютера для преобразования видеосигнала обратно в изображение на экране. Строчная развёртка в электронно-лучевых трубках осуществляется горизонтальным отклонением электронного луча при помощи магнитной отклоняющей системы. Для этого на горизонтальные катушки системы подаётся пилообразный ток, генерирующий переменное магнитное поле, отклоняющее луч. Пилообразная форма тока, состоящая из линейно-нарастающей части и быстро спадающей, используется для того, чтобы прямой ход луча занимал значительно больше времени, чем обратный — холостой. Во время обратного хода изображение не передаётся и луч гасится, чтобы не перечёркивать экран. При этом длительность строчного гасящего импульса незначительно превышает длительность обратного хода на величину запаса гашения для предотвращения «заворота» изображения.
От линейности тока прямого хода развёртки зависит величина геометрических искажений изображения.
В полупроводниковых матрицах строчная развёртка определяет последовательность считывания информации со светочувствительных элементов. При механической развёртке строчная осуществляется непосредственно вращением диска Нипкова.

## Строчная синхронизация
Для получения на экране неискажённого устойчивого изображения требуется синхронизация строчной развёртки передающего и принимающего устройств. Такая синхронизация осуществляется при помощи синхросигнала, содержащего строчные синхроимпульсы, входящие в состав строчных гасящих. Для выделения синхроимпульсов из телевизионного видеосигнала в телевизорах имеется узел под названием селектор синхроимпульсов.
Слабый приём телевизионного сигнала в первую очередь сказывается на синхронизации, когда изображение начинает искажаться и даже полностью рассыпаться на отдельные строки. Это происходит из-за недостаточной амплитуды строчных синхроимпульсов, управляющих работой генератора строчной развёртки.

## Особенности устройства строчной развёртки телевизоров

### Строчный трансформатор телевизоров с кинескопом
В связи с тем, что ток строчной развёртки имеет частоту от стандартных 15625 Гц и более для телевидения высокой и сверхвысокой чёткости (частота строк = частота кадров × число строк в кадре), требуется большая мощность его генератора. Кроме того, как правило, в схеме генератора строчной развёртки имеются элементы с существенной индуктивностью — отклоняющие катушки, трансформатор выходного каскада. При обратном ходе развёртки на всех катушках бесполезно выделяется большая мощность, поэтому естественным является решение использовать выходной каскад строчной развёртки также в качестве источника питания анодных и накальных цепей кинескопа и некоторых вспомогательных цепей телевизионного приёмника.
В большинстве старых телевизоров, собранных на кинескопе, выходной строчный трансформатор (ТВС) обычно выполнялся на прямоугольном ферритовом сердечнике, на одной стороне которого находилась низковольтная, а на второй — высоковольтная обмотка. Низковольтная обмотка имела до 10 выводов, высоковольтная залита пластмассой и имеет толстые высоковольтные провода-выводы.
ТВС лампового выходного каскада часто содержал как часть конструкции панель кенотрона, выпрямляющего анодное напряжение, с питанием нити накала от одного-трёх витков высоковольтного провода, находящихся на сердечнике ТВС.
Трансформатор диодно-каскадный строчный (ТДКС) — разновидность ТВС, выполненного заодно с высоковольтным умножителем, анодным проводом и «присоской», образующий, таким образом, единый закрытый высоковольтный узел.

### Схемотехника телевизоров в СССР
Во времена радиоламп классическое устройство строчной развёртки использовало трансформатор, несколько конденсаторов, две радиолампы — выходной ключ (пентод или лучевой тетрод) и демпферный диод. Выводы обмотки трансформатора подключались:
- к высоковольтной обмотке и далее кенотрону
- к аноду выходного ключа (его катод заземлён, сетка подключена к задающему генератору)
- к катоду демпфера (анод подключён к шинам питания)
- через резисторную цепь к шинам питания, цепь часто содержала варистор
- к отклоняющим катушкам, выходу импульсов обратного хода, автоподстройке частоты и так далее.

Генерация одного зуба «пилы» состояла из трёх фаз. В первой фазе (конец прямого хода) был открыт выходной ключ, во второй — закрыты все лампы. Вторая фаза (обратный ход) представляла собой полпериода синусоиды, создаваемой обмоткой ТВС и подключённым к ней параллельно конденсатором. В третьей фазе (начало прямого хода) был открыт демпферный диод.
Такое устройство использовалось без особых изменений до отказа от ламп и позволяло сгенерировать прямой ход с высокой степенью линейности. Степень линейности повышалась регулятором линейности строк (РЛС) — регулируемым дросселем с намагниченным до насыщения сердечником.
В телевизорах УПИМЦТ использовались два тиристора и ТВС, установленные на печатной плате. Схема была неудачной, и в последующих поколениях от неё отказались.
Последние поколения телевизоров с кинескопами повсеместно использовали ТДКС, установленный прямо в печатный монтаж, и транзисторный генератор. Такой подход увеличивает надёжность — ТДКС как единый блок надёжнее, чем отдельный ТВС и умножитель.